# Théo Rochette
Théo Rochette est un joueur de hockey sur glace suisso-canadien, né le 20 février 2002 à Neuchâtel et évoluant au poste de centre.

## Biographie

### Jeunesse
Théo Rochette commence la pratique du patinage sur glace à l'âge de 2 ans, encouragé par ses parents. Son père, Stéphane Rochette, est un ancien arbitre québécois de National League et un consultant sportif en hockey sur glace, d'abord à La Télé à partir de 2014 puis pour MySports depuis 2017 ; sa mère, prénommée Christine, est de nationalité française.
Un an plus tard, il pratique le hockey sur glace au sein du mouvement junior du HC Université Neuchâtel. À la suite d'un ennui de santé de son père, toute sa famille déménage à Donnacona, dans la province de Québec en 2007, où il poursuit sa progression avec les Diablos de Donnaconna/Pont-Rouge. De retour en Suisse en 2010, il réintègre le mouvement junior du HC Université Neuchâtel pendant 2 ans, avant de rejoindre le Lausanne Hockey Club. Sous les couleurs du club vaudois, il  brûle les étapes dans les ligues junior de Suisse. Il évolue chaque année avec des joueurs plus âgés que lui, disputant le championnat des moins de vingt ans à l'âge de 15 ans. Les recruteurs de la Ligue de hockey junior majeur du Québec suivent de près ses performances et entreprennent les démarches pour qu'il soit éligible au prochain repêchage. Bien que citoyen canadien, Rochette n'a pas séjourné au Québec lors des 6 derniers mois. Ils obtiennent gain de cause une semaine avant le repêchage Bantam de la LHJMQ 2018. Le 2 juin 2018, il est sélectionné en septième position par les Saguenéens de Chicoutimi.

### LHJMQ
Pour la saison 2018-2019, il s'engage avec les Saguenéens de Chicoutimi en Ligue de hockey junior majeur du Québec [réf. incomplète].
À la mi-saison 2019-2020, Théo Rochette est échangé aux Remparts de Québec.
Lors de la saison 2020-2021 il est nommé capitaine adjoint, puis dès la saison 2021-2022 il devient capitaine.
La saison 2022-2023 est la première dans laquelle il dépasse les 100 points en saison régulière, son équipe remportant un second Trophée Jean-Rougeau d'affilée. Lors des séries, les Remparts défont tous leurs adversaires et s'imposent lors de la finale face au Mooseheads d'Halifax et remportent le Trophée Gilles-Courteau synonyme de qualification pour la prestigieuse Coupe Memorial [réf. incomplète]
Le 4 juin 2023, les Remparts de Québec s'imposent face aux Thunderbirds de Seattle en finale de la Coupe Memorial. Théo Rochette est nommé dans l'équipe type du tournoi.

### National League
Le 10 juillet 2023, le Lausanne Hockey Club annonce officiellement que Théo Rochette jouera la saison 2023-2024 de National League sous les couleurs du club vaudois,. Avec 30 points en 40 matchs, il joue une excellente première saison.

## Statistiques

### En club
| Saison    | Équipe                   | Ligue          |    | Saison régulière | Saison régulière | Saison régulière | Saison régulière | Saison régulière | Saison régulière |    | Séries éliminatoires | Séries éliminatoires | Séries éliminatoires | Séries éliminatoires | Séries éliminatoires | Séries éliminatoires |
| Saison    | Équipe                   | Ligue          | PJ | B                | A                | Pts              | Pun              | +/-              | PJ               | B  | A                    | Pts                  | Pun                  | +/-                  |                      |                      |
| 2013-2014 | Lausanne Hockey Club U15 | Mini Top       | 1  | 0                | 0                | 0                | 0                | -                | -                | -  | -                    | -                    | -                    | -                    |                      |                      |
| 2014-2015 | Lausanne Hockey Club U15 | Mini Top       | 26 | 10               | 23               | 33               | 20               | -                | -                | -  | -                    | -                    | -                    | -                    |                      |                      |
| 2015-2016 | Lausanne Hockey Club U15 | Mini Top       | 29 | 42               | 54               | 96               | 8                | -                | -                | -  | -                    | -                    | -                    | -                    |                      |                      |
| 2015-2016 | Lausanne Hockey Club U17 | Novice Élite   | 10 | 2                | 4                | 6                | 0                | -                | 2                | 0  | 0                    | 0                    | 0                    | -                    |                      |                      |
| 2016-2017 | Lausanne Hockey Club U15 | Mini Top       | 6  | 13               | 12               | 25               | 8                | -                | -                | -  | -                    | -                    | -                    | -                    |                      |                      |
| 2016-2017 | Lausanne Hockey Club U17 | Novice Élite   | 31 | 18               | 31               | 49               | 32               | -                | 5                | 4  | 3                    | 7                    | 8                    | -                    |                      |                      |
| 2017-2018 | Lausanne Hockey Club U17 | Novice Élite   | 4  | 1                | 1                | 2                | 8                | -                | -                | -  | -                    | -                    | -                    | -                    |                      |                      |
| 2017-2018 | Lausanne Hockey Club U20 | Juniors Élites | 43 | 10               | 24               | 34               | 20               | -                | 6                | 10 | 7                    | 17                   | 2                    | -                    |                      |                      |
| 2018-2019 | Saguenéens de Chicoutimi | LHJMQ          | 59 | 14               | 29               | 43               | 18               | 13               | 4                | 4  | 1                    | 5                    | 2                    | -2                   |                      |                      |
| 2019-2020 | Saguenéens de Chicoutimi | LHJMQ          | 19 | 4                | 12               | 16               | 4                | -4               | -                | -  | -                    | -                    | -                    | -                    |                      |                      |
| 2019-2020 | Remparts de Québec       | LHJMQ          | 30 | 10               | 13               | 23               | 16               | -6               | -                | -  | -                    | -                    | -                    | -                    |                      |                      |
| 2020-2021 | Remparts de Québec       | LHJMQ          | 32 | 12               | 18               | 30               | 10               | -6               | 6                | 1  | 5                    | 6                    | 2                    | -1                   |                      |                      |
| 2021-2022 | Remparts de Québec       | LHJMQ          | 66 | 33               | 66               | 99               | 28               | 56               | 12               | 2  | 7                    | 9                    | 2                    | 10                   |                      |                      |
| 2022-2023 | Remparts de Québec       | LHJMQ          | 65 | 42               | 64               | 106              | 28               | 53               | 18               | 4  | 17                   | 21                   | 8                    | 3                    |                      |                      |
| 2023      | Remparts de Québec       | Coupe Memorial | -  | -                | -                | -                | -                | -                | 4                | 3  | 3                    | 6                    | 4                    | 4                    |                      |                      |
| 2023-2024 | Lausanne HC              | NL             | 47 | 12               | 18               | 30               | 37               | 4                | 19               | 4  | 5                    | 9                    | 8                    | 4                    |                      |                      |
| 2024-2025 | Lausanne HC              | NL             | 38 | 16               | 15               | 31               | 10               | 8                | 19               | 11 | 6                    | 17                   | 0                    | 0                    |                      |                      |

### En équipe nationale
| Année | Équipe     | Compétition                                |   | PJ | B | A | Pts | Pun | +/-               |  | Résultat |
| 2018  | Suisse U18 | Coupe Hlinka-Gretzky                       | 4 | 0  | 2 | 2 | 0   | -   | 8e Place          |  |          |
| 2019  | Canada U18 | Coupe Hlinka-Gretzky                       | 5 | 0  | 0 | 0 | 2   | -   | Médaille d'argent |  |          |
| 2019  | Canada U17 | Défi mondial des moins de 17 ans de hockey | 5 | 2  | 5 | 7 | 0   | -   | 4e Place          |  |          |